# Len Dawson
Leonard Ray Dawson (Alliance, 20 giugno 1935 – Kansas City, 24 agosto 2022) è stato un giocatore di football americano statunitense, inserito nella Pro Football Hall of Fame nel 1987.

## Carriera universitaria
Al suo ingresso nel football universitario, Dawson ebbe la possibilità di scegliere tra la Ohio State University e la Purdue University e scelse quest'ultima anche a seguito dell'amicizia che aveva stretto con l'assistente allenatore Hank Stram, amicizia che sarebbe durata per tutta la sua carriera ed anche oltre.
Durante le tre stagioni disputate a Purdue, lanciò per oltre 3.000 yard, guidando in tutte le stagioni la classifica della Big Ten Conference.

## Carriera professionistica
Scelto al primo giro (5º assoluto) del Draft NFL 1957 dai Pittsburgh Steelers. Malgrado il suo status di prima scelta nel draft, Dawson non riuscì ad avere un impatto con gli Steelers. Dopo la sua stagione da rookie, le sue prospettive nella Steel City peggiorarono quando la squadra acquisì il futuro Hall of Famer Bobby Layne. Chiuso da quest'ultimo, Dawson fu scambiato coi Cleveland Browns il 31 dicembre 1959.

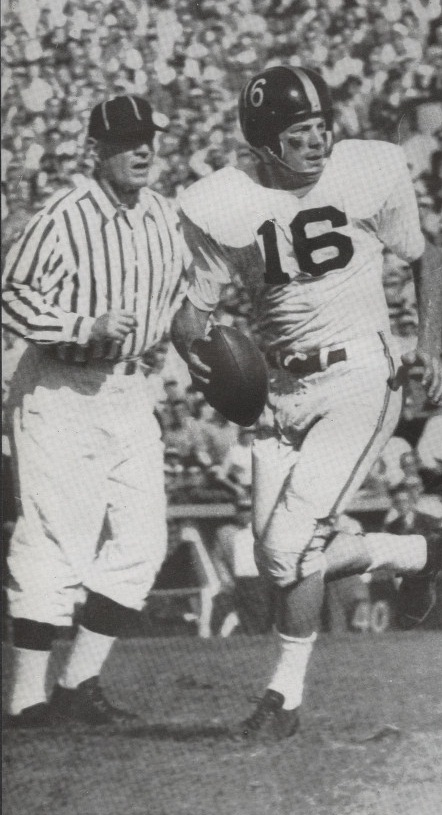
Dawson nel 1956.

Dopo avere incontrato problemi simili col quarterback dei Browns Milt Plum, Dawson fu svincolato dopo avere completato solo 21 passaggi per 204 yard e touchdown in cinque stagioni nella NFL. Tuttavia, trovò la sua dimensione quando i Dallas Texans della American Football League lo ingaggiarono il 30 luglio 1962. La mossa lo riunì con Stram, che era all'inizio del suo terzo anno come allenatore dei Texans.
Nella sua prima stagione con la nuova squadra, Dawson guidò la lega in passaggi da touchdown e yard medie per tentativi, venendo scelto da The Sporting News come miglior giocatore della lega. Quell'anno guidò la squadra alla vittoria del primo di tre campionati NFL battendo in finale dopo un doppio tempo supplementare gli Houston Oilers bi-campioni in carica. Dawson condusse un attacco impostato sul controllo del pallone nella vittoria per 20-17, passando un touchdown da 28 yard all'halfback Abner Haynes. Nel 1963 la squadra si trasferì a Kansas City dove assunse il nome di "Chiefs".
Un passatore preciso, la mobilità di Dawson lo aiutò a prosperare nell'attacco di Stram. Guidò per quattro volte la AFL in yard passate e fu convocato per sei volte per l'All-Star Game, diventando il recordman della storia della lega per il miglior passer rating in carriera. Dal 1962 al 1969, Dawson lanciò più passaggi da touchdown (182) di qualsiasi altro quarterback professionista in quel lasso di tempo. Nel 1966 portò i Chiefs a un record di 11-2-1 e alla vittoria 31-7 contro i Buffalo Bills nella finale di campionato, guadagnando l'onore di rappresentare la AFL nel Super Bowl I. Lì i campioni della NFL, i Green Bay Packers, vinsero facilmente 35-10, malgrado la buona prestazione di Dawson che completò 16 passaggi su 27 per 210 yard, con un touchdown e un intercetto subito.

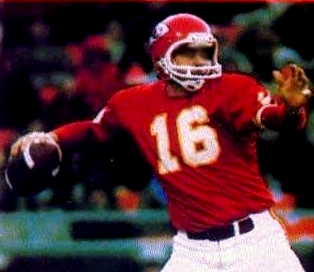
Dawson nel finale di carriera con i Chiefs

Anche se lanciò più di 2.000 yard in ognuna delle precedenti sette annate, la stagione 1969 di Dawson con Kansas City sarebbe stata la più memorabile della sua carriera, segnata da inaspettato ritorno dopo un grave infortunio al ginocchio nella seconda partita. Si temette inizialmente che dovesse perdere l'intera stagione invece, dopo avere saltato cinque gare, Dawson guidò i Chiefs a vittorie in trasferta nei playoff contro i New York Jets campioni in carica e gli Oakland Raiders.
La sua stagione si terminò col premio di MVP del Super Bowl IV, l'ultima partita disputata nella storia da una squadra della  American Football League. In tale incontro, Dawson portò i Chiefs alla vittoria sui favoritissimi Minnesota Vikings della NFL, completando 12 passaggi su 17 per 142 yard e un touchdown, con un intercetto subito, e correndo per undici yard. Tale prestazioni fu particolarmente degna di nota per il fatto di essere stato collegato a un'investigazione sulle scommesse (a causa di un certo Donald Dawson, a lui non collegato) nei giorni precedenti alla partita.
Con l'assorbimento della lega da parte della National Football League nel 1970, Dawson fu inserito nella seconda formazione ideale di tutti i tempi della AFL. Fu convocato per il Pro Bowl dopo la stagione 1971 e concluse la carriera nel 1975, terminando con 28.711 yard passate, 239 touchdown e 181 intercetti, oltre a 9 touchdown segnati su corsa.

## Palmarès

### Franchigia
- Campionati AFL : 3

Dallas Texans: 1962
Kansas City Chiefs: 1966, 1969
- Super Bowl : 1

Kansas City Chiefs: IV

### Individuale
- MVP del Super Bowl: 1

1969
- MVP della AFL: 1

1962
- AFL All-Star: 6

1962, 1964, 1966, 1967, 1968, 1969
- Convocazioni al Pro Bowl: 1

1971
- Numero 16 ritirato dai Kansas City Chiefs
- Formazione ideale di tutti i tempi della AFL
- Pro Football Hall of Fame (classe del 1987)